# Video
Video (z latiny, vidět) je technologie pro zaznamenávání, kopírování, přehrávání, vysílání a zobrazování pohyblivého obrazu (obvykle spolu se zvukem) používající elektronické signály nebo digitální média. Jako obor lidské činnosti se částečně překrývá s kinematografií a jejím významným zdrojem byla a stále je televizní výroba. Amatérům se otevřela možnost zpracování videa s nástupem domácích videorekordérů ve druhé polovině 20. století. Když v 90. let 20. století domácí osobní počítače a po roce 2000 i mobilní telefony dosáhly dostatečného výkonu a kapacity paměti pro zpracování pohyblivého obrazu, je již zpracování videa dostupné široké veřejnosti. 

## Popis
Pojem video společně označuje digitální (MPEG, Digital Betacam, D3, DV) a analogové (VHS, Betacam, Quadruplex) způsoby ukládání obrazových záznamů.
Může být nahráváno a přenášeno v různých formátech – v podobě diskových záznamů, kazet či souborů nebo přímým vysíláním (televizní norma, DVB-T).

## Kvalita videa
Kvalita videa je závislá na metodě zachycování a ukládání obrazu.
Nejdůležitějším kritériem je formát uložení.
Různé formáty mají různý poměr kvalita/objem.

### Frame rate
Projekce pohyblivého obrazu vychází ze zjištění, že lidské oko vnímá dostatečně rychle promítnuté statické obrazy jako obraz pohyblivý. Počet snímků za jednotku času se nazývá frame rate. Jeho minimální hodnota závisí na mnoha faktorech jako je charakteristika zobrazované scény, charakteristika zobrazovače (dosvit), podmínky pozorování apod. Pro dosáhnutí iluze plynulého pohybu je třeba zobrazit alespoň 10 snímků za sekundu. Nejstarší technologie začínaly na 6 až 8 snímcích za sekundu (fps, frames per second), filmová technika používá převážně 23.976, 24 nebo 25 fps, televizní 25 nebo 29.97 fps prokládaně, v nekterých případech plných 50 nebo 59.94 fps. Stejné frame rate používají i videa, přestože moderní zobrazovače zvládají 100 i více fps.

### Prokládání
Video může být prokládané nebo progresivní. Je-li video prokládané, každý snímek je rozdělen na dva půlsnímky trvající polovinu doby celého snímku – první obsahuje liché, druhý pak jen sudé řádky.
Progresivní video půlsnímky neobsahuje. Prokládání bylo zavedeno pro dosažení lepší vizuální kvality v limitech pásma.

### Rozlišení
Rozlišení videa je udáváno v pixelech pro digitální a v řádcích pro analogové formáty.
Televizní vysílání používá převážně 576 aktivních řádků pro vysílání v PAL a SECAM nebo 480 aktivních řádků pro vysílání v NTSC.
Nový formát HDTV používá 720, resp. 1080 řádků.

Porovnání rozlišení a poměrů stran

Rozlišení pro 3D video se udává ve voxelech (množství obrázkových prvků reprezentující hodnotu v trojrozměrném prostoru).

### Poměr stran
Poměr stran (též nazývaný jako obrazový formát nebo, z angličtiny, aspect ratio) popisuje poměr vodorovné a svislé strany. Televizní přijímače mají poměr obrazovek typicky 4 : 3 neboli 1,33 : 1. HDTV přijímače používají širokoúhlé displeje 16 : 9 neboli 1,778 : 1.

### Datový tok
Datový tok (bit rate) je množství digitálních dat přenesené za určitou časovou jednotku. Počítá se většinou v Megabitech za sekundu (Mbit/s).
Obecně lze říci, že čím vyšší hodnota, tím kvalitnější digitální video je.
 Variabilní tok (VBR) je způsob maximalizace kvality videa při snaze o co nejnižší množství přenesených dat. Není-li třeba pro popsání obrazu tolik bitů, nepřenesou se, naopak je-li jich potřeba více, přenáší se jich více.
Znamená to tedy, že ve scénách s rychlými pohyby je datový tok daleko vyšší, než ve scénách bez pohybu.
Jeho výhodou je, že můžeme dosáhnout vyšší kvality videa, než při CBR. Naopak nevýhodou je, že nevíme jakou velikost bude mít výsledný soubor, jelikož se nedá odhadnout jak složitá scéna se bude na obraze odehrávat a kolik dat bude pro její zaznamenání potřeba.
Konstantní datový tok (CBR) udává, že po celou dobu nahrávání obrazu bude datový tok konstantní. Všechny data tedy proudí stále stejnou rychlostí a to i v místech, kde to není nutné, např.: když není na obraze žádný pohyb. Jeho nevýhodou je, že zaznamenané video zabírá více místa na disku. Výhodou je, že můžeme odhadnou velikost výsledného souboru.

## Význam videa ve společnosti
S pokrokem elektronických technologií dochází k rozšiřování dostupnosti techniky, která se používá pro natáčení videa. Probíhají tak proměny významu, který má video pro společnost.
Charakteristická je tato změna v případě společenských událostí, jako je například svatba.
Svatební video se stalo běžným komplementem ke svatebním fotografiím, které byly standardní metodou zachycení svatebního obřadu po celé dvacáté století.

## Druhy marketingových videí
Videa se dělí podle obsahu a formy, mezi základní patří:
- Image spot – Jedná se o video, které klade důraz na atraktivitu formy, prezentuje společnost, značku nebo její produkty a služby v tom nejlepším světle. Slouží jako virtuální vizitka.
- Produktové video – Představuje produkt či službu pomocí video prohlídky. Především ukazuje vlastnosti produktu či služby, které jej odlišují od konkurence a představují tak přidanou hodnotu.
- Instruktážní video – Slouží jako nástroj technické podpory, může obsahovat nápady, jak efektivně zaškolit zaměstnance.
- Rozhovor – Jedna z nejjednodušších forem. Může být besedou několika lidí – respondentů, nebo výpovědí jednoho člověka (majitel firmy, odborník, testimonial apod.).
- Reportáž – Věcně a výstižně informuje o produktu, službě či události. Obsahuje rozhovory a redakční komentář.
- Dokument – Časově rozšířená reportáž (15–55 min.), navíc obsahuje názory a postoje tvůrců.
- Případová studie – Ukazuje produkty nebo služby na modelovém řešení u předchozích zákazníků.
- Funny video – Vtipné video, které přímo nebo nepřímo ukazuje produkty a služby. Obsahuje vtipný obsah – přidanou hodnotu, který uživatelé rádi sdílí.
- Virál – Jakékoliv video, které uživatelé sdílí skrze sociální sítě.